# Ophiographa macrophyes
Ophiographa macrophyes är en fjärilsart som beskrevs av Louis Beethoven Prout 1910. Ophiographa macrophyes ingår i släktet Ophiographa och familjen mätare. Inga underarter finns listade i Catalogue of Life.